# 毛囊蟲病

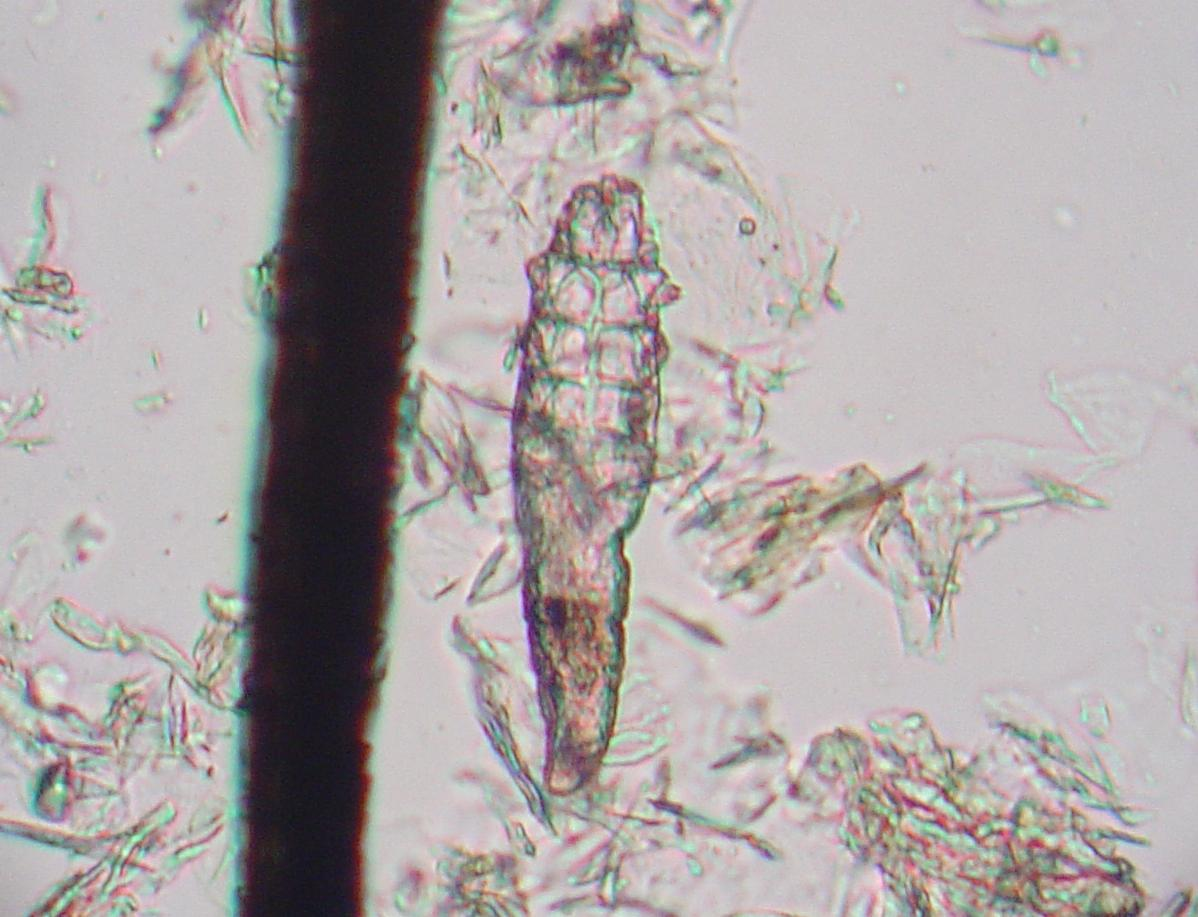
犬毛囊蟲（Demodex canis）

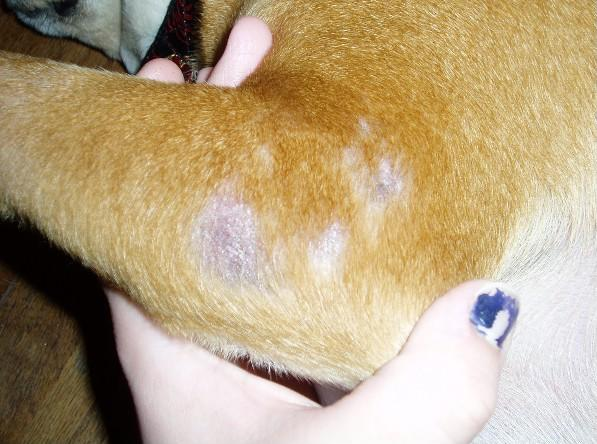
狗的毛囊蟲病

毛囊蟲病（英語：demodicosis）是毛囊蟲（蠕形蟎、Demodex spp.）在諸如毛囊或皮脂腺寄生造成的疾病。多見於狗、牛、豬等，較少見於貓。可以全身或眼、口周圍、四肢等局部脫毛、落屑、結痂、脂漏、色素沈澱、化膿等識別。不發癢或輕度發癢。化驗毛囊蟲或皮膚切片比起患部外觀更有助於診斷。有必要檢查膿皮症、真菌性皮膚炎、脂漏性皮膚炎、甲狀腺機能低下症等。可使用伊維菌素治療。有膿皮症併發的情形會使用抗菌藥。

## 相關項目
- 寄生蟲